# Weichenwasserlos

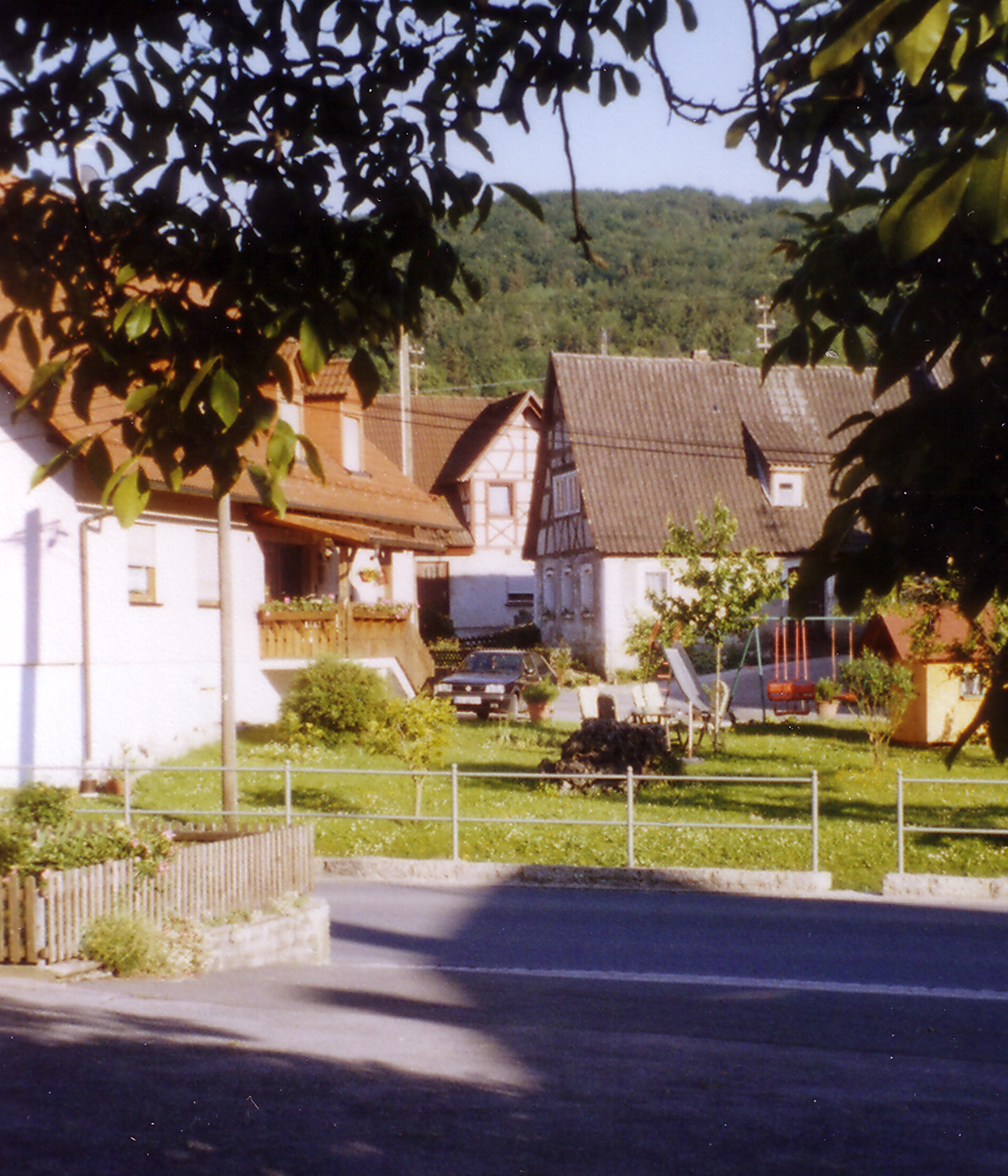
Dorfkern

Weichenwasserlos ist ein Gemeindeteil der Stadt Scheßlitz im oberfränkischen Landkreis Bamberg in Bayern. Am 30. März 2022 hatte es 73 Einwohner.

## Name
Eine Deutung des ungewöhnlichen Namens bezieht sich auf den geologischen Standort (zur weichen Wasserlöse), eine andere auf den althochdeutschen Begriff losi, losa, der eine auf Nutzung gründende Abgabe oder Steuer bezeichnet.

## Geschichte

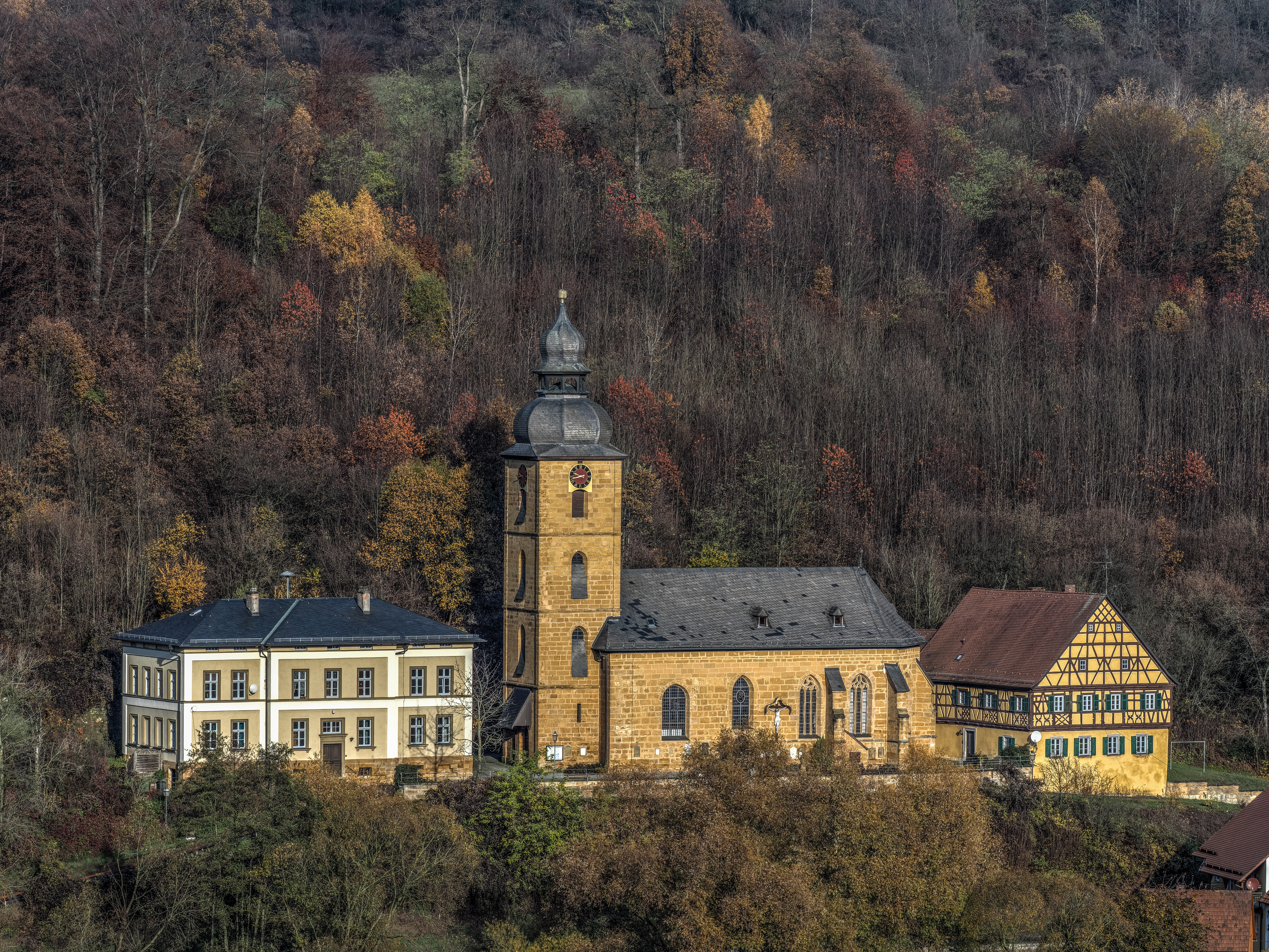
Pfarrkirche St. Martin

Altar in St. Martin

In den Jahren 802 bis 804 wurden die Güter von „Wazerlosung“ erstmals dem Kloster Fulda übergeben. Weichenwasserlos wird als Urpfarrei im Bamberger Land angesehen.
Im Jahr 1180 ist ein eigener Pfarrer urkundlich belegt. Die heutige Pfarrkirche wurde um das Jahr 1400 erbaut und zuletzt 1702/03 erweitert und umgebaut.
Weichenwasserlos war eine eigenständige Gemeinde, zu der außerdem das Dorf Roßdach gehörte.
Am 1. Mai 1978 wurde diese Gemeinde in die Stadt Scheßlitz eingegliedert.

## Pfarrkirche St. Martin
Die auf einer Erhöhung am Rand der Straße zwischen Stübig und Weichenwasserlos errichtete Kirche  gilt als Urpfarrei und bestand schon um das Jahr 800.
Die heutige Pfarrkirche entstand in drei Bauperioden zwischen den Jahren 1400 und 1702/1703. Zuletzt wurden durch den Bamberger Baumeister Bonaventura Rauscher Schiff und Chor erhöht und der Turm neu gebaut.
Die Deckengemälde stammen aus der zweiten Hälfte des 18. Jahrhunderts, die Ausstattung geht auf das Jahr 1721 zurück. Der Hochaltar ist ein gemeinsames Werk von Schreiner Martin Walter und Bildhauer Leonhard Gollwitzer aus Bamberg, der auch die übrigen Plastiken schuf. Der klassizistische Tabernakel stammt von Georg Hoffmann, das Ölbergrelief aus dem Anfang des 19. Jahrhunderts von Wilhelm Wurzer.

## Vereine
- Soldaten- und Kameradschaftsverein Weichenwasserlos e. V.